# 학정로
학정로(Hakjeong-ro)는 대구광역시 북구 매천동 매천초등학교 교차로에서 북구 학정동 학정사거리를 잇는 대구광역시의 도로이다.

## 연혁
- 2013년 3월 25일 : 북구 태전동 ~ 구암동 735m 구간 공사 착공[1]
- 2014년 5월 23일 : 북구 태전동 ~ 구암동 735m 구간 신설 개통[2]

## 주요 경유지
대구광역시
- 북구 (매천동 . 태전동 . 구암동 . 동천동 . 국우동 . 학정동)

## 노선
| 이름                | 접속 노선                                 | 소재지 | 소재지 | 비고 |
| ------------------- | ----------------------------------------- | ------ | ------ | ---- |
| 매천초등학교 교차로 | 대구광역시도 제31호선 (매천로) 매천로37길 | 북구   | 매천동 |      |
| 태전네거리          | 국도 제4호선 (칠곡중앙대로)               | 북구   | 태전동 |      |
| 구암중학교 교차로   | 태암로                                    | 북구   | 태전동 |      |
| 구암네거리          | 구암로                                    | 북구   | 동천동 |      |
| 운암중학교 교차로   | 구암로49길 팔거천동로24길                 | 북구   | 동천동 |      |
| 동천네거리          | 대천로                                    | 북구   | 동천동 |      |
| 구리네거리          | 구리로                                    | 북구   | 국우동 |      |
| 학정삼거리          | 대구광역시도 제10호선 (호국로)            | 북구   | 학정동 |      |

## 주요 건물 및 시설
- 매천역 (학정로 6/매천동 669)
- 롯데리아 대구칠곡매천점 (학정로 40/태전동 1108)
- KT 더제이모바일 태전점 (학정로 46/태전동 1110)
- 세븐일레븐 대구태전센터점 (학정로 106/태전동 553-2)
- 현대자동차 블루핸즈 태전점 (학정로 113/태전동 584-6)
- KB국민은행 동천동지점 (학정로 419/동천동 912-2)
- LG유플러스 동천동 동천육교점 (학정로 421/동천동 912-1)
- 롯데시네마 프리미엄 칠곡 (학정로 422/구암동 769-1)
- 스타벅스 대구칠곡점 (학정로 422/구암동 769-1)
- 하나은행 칠곡지점 (학정로 426/구암동 766)
- 신한은행 칠곡지점 (학정로 427/동천동 896)
- 맘스터치 대구칠곡점 (학정로 431/동천동 896-4)
- iM뱅크 학정로지점 (학정로 432/구암동 765-4)
- 교보생명 칠곡FP점 (학정로 432/구암동 765-4)
- GS25 칠곡우진점 (학정로 435/동천동 896-3)
- 농협 칠곡농협 학정지점 (학정로 496/학정동 943)
- 노브랜드 대구학장점 (학정로 535/학정동 283-2)
- CU 대구학정대로점 (학정로 551/학정동 922-4)